# William Arnold Carter
William Arnold Carter (* 27. Juni 1907 in Corsicana, Texas; † 18. Mai 1996 in Washington, D.C.)  war ein US-amerikanischer Ingenieur, Generalmajor des US Army Corps of Engineers sowie von 1960 bis 1962 Gouverneur der Panamakanalzone.

## Leben
Parker trat nach dem Schulbesuch in die US Army ein und wurde nach Absolvierung der US Military Academy in West Point 1930 Leutnant. Im Anschluss studierte er Bauingenieurwesen an der University of California und schloss dieses Studium 1933 mit einem Bachelor of Science (B.Sc. Civil Engineering). 1933 erfolgte seine Berufung auf eine Professur an der US Engineering School in Fort Belvoir, an der er bis 1934 unterrichtete. Danach war er im US Army Corps of Engineers (USACE) tätig und unter anderem von 1936 bis 1937 Mitarbeiter im Zweiten Ingenieurdistrikt von New Orleans. Nach einer Verwendung als Leiter der Abteilung für allgemeine Angelegenheiten des USACE von 1941 bis 1942 nahm Carter zwischen 1942 und 1945 unter dem Kommando von General Omar Bradley als Offizier des II. USACE am Afrika und Tunesienfeldzug sowie der Operation Husky, der alliierten Eroberung Siziliens, sowie als Chefingenieur der 1. US-Armee an der Landung in der Normandie, der Operation Overlord, und den anschließenden Gefechten in Europa teil.
Nach dem Ende des Zweiten Weltkrieges wurde er zuerst 1945 Verwaltungsoffizier im Laboratorium für ingenieurwissenschaftliche Forschungen und Entwicklungen und war anschließend zwischen 1948 und 1951 Chefingenieur der 3. US-Armee. 1953 erfolgte seine Beförderung zum Generalmajor.
Am 3. Juli 1960 wurde Carter zum Gouverneur der Panamakanalzone ernannt und bekleidete dieses Amt bis Juli 1962.
Während seiner Amtszeit setzte er eine Reihe von Programmen fort, die von seinen Vorgängern begonnen wurden. Darunter war ein Programm zur Ausweitung des Panamakanals und die Vorantreibung der Thatcher Ferry-Brücke (der heutigen Puente de las Américas) sowie die Baumaßnahmen von neuen Schleusen für das Abschleppen durch Lokomotiven. Außerdem wurden drei neue Schleppschiffe bestellt und es kam zu Planungen zur Ausstattung des Schiffverkehrskontrollzentrums mit elektronischen Bedienungseinrichtungen. Des Weiteren wurden neue Methoden zur Überholung von Schleusen erarbeitet, um  Schließungszeiten zu verringern, in denen Schleusenkammern wegen Wartungsarbeiten trockengelegt werden. Zum anderen bereiste Carter auch andere Landesteile Panamas, um die US-amerikanischen Beziehungen mit Panama auszuweiten. 
Für seine Verdienste wurde Carter mit der Distinguished Service Medal ausgezeichnet. Nach seinem Ausscheiden aus dem Gouverneursamt und dem aktiven Dienst war er leitender ingenieurwissenschaftlicher Berater der Interamerikanischen Entwicklungsbank (IDB).